# Малињец
Малињец (слч. Málinec) насељено је мјесто са административним статусом сеоске општине (слч. obec) у округу Полтар, у Банскобистричком крају, Словачка Република.

## Становништво
| Година:    | 1994. | 2004.   | 2014.   | 2024.   |
| ---------- | ----- | ------- | ------- | ------- |
| Број људи: | 1502  | 1458    | 1504    | 1393    |
| Разлика:   |       | -2,92 % | +3,15 % | -7,38 % |

| Година:    | 2023. | 2024.   |
| ---------- | ----- | ------- |
| Број људи: | 1381  | 1393    |
| Разлика:   |       | +0,86 % |

Према подацима о броју становника из 2011. године насеље је имало 1.519 становника.